# Zaverhnea Kîcera, Boureni
Zaverhnea Kîcera (în ucraineană Заверхня Кичера) este un sat în comuna Sînevîr din raionul Boureni, regiunea Transcarpatia, Ucraina.

## Demografie
Componența lingvistică a localității Zaverhnea Kîcera
     Ucraineană (100%)
Conform recensământului din 2001, toată populația localității Zaverhnea Kîcera era vorbitoare de ucraineană (100%).